# Der Bettelstudent (1927)
Der Bettelstudent ist ein deutscher Stummfilm von Jakob Fleck und Luise Fleck mit Harry Liedtke, Agnes von Esterhazy und Maria Paudler in den Hauptrollen. Die Vorlage war die gleichnamige Operette von Carl Millöcker.

## Handlung
Der Film orientiert sich weitgehend an der bekannten Geschichte der Operette. Polen zu Beginn des 18. Jahrhunderts. Das Land ist im Umbruch und wird von revolutionären Kräften in Aufruhr gebracht. Die beiden armen Studenten Simon und Jan müssen, im Gefängnis gelandet, auf Geheiß des polnischen Staathalters von Krakau, Oberst Ollendorf, einen Fürsten und dessen Sekretär spielen. Doch sie können den Offizier austricksen und erobern die Herzen der Töchter der Gräfin Nowalska, Laura und Bronislawa. Doch auch Oberst Ollendorf geht am Ende dieser heiter angelegten Geschichte nicht leer aus, sondern bekommt die Gräfin zur Frau.

## Produktionsnotizen
Der Bettelstudent entstand im September und Oktober 1927 in Staaken, passierte am 19. Dezember 1927 die Zensur und wurde im selben Monat in Berlins Primus-Palast uraufgeführt. Die Film besaß eine Länge von 2623 Metern, verteilt auf sechs Akte. Der Film wurde für die Jugend freigegeben.
Rudolf Walther-Fein hatte die Künstlerische Oberleitung. Botho Höfer und Hans Minzloff schufen die Filmbauten, die Aufnahmeleitung übernahm Walter Tost.

## Kritik
Die Österreichische Film-Zeitung schrieb: „Die Regie J. und L. Fleck verstand es, diese Geschichte mit Geschick, Tempo und Lust zu inszenieren. Man gab der ganzen Handlung, die an sich nicht neu ist, eine andere Richtung, indem man die alte Gräfin mit dem Oberst Ollendorf verlobte. Harry Liedtke und Ernst Verebes spielten die beiden Studenten sehr humorvoll. (…) Die Photographen Lamberti und Seeber leisteten durchweg gute Arbeit.“